# 帯広市立八千代中学校
帯広市立八千代中学校（おびひろしりつ やちよちゅうがっこう）は、北海道帯広市広野町に所在する公立（市立）の中学校。

## 生徒
- 生徒数 - 15人
  - 1年生 - 9人
  - 2年生 - 1人
  - 3年生 - 12人
  - 特別支援学級（内数）- 3人

2019年（令和元年）5月1日現在

## 沿革
- 1947年（昭和22年）5月1日 - 旧川西村立八千代中学校として開校する[4]。
- 1952年（昭和27年）5月1日 - 旧川西村立広野中学校が旧川西村立八千代中学校を統合し、川西村立広野中学校として開校する[1][4]。
- 1953年（昭和28年）3月1日 - 川西村立八千代中学校に改称する[4]。
- 1957年（昭和32年）4月1日 - 帯広市立八千代中学校に改称する[4]。
- 1985年（昭和60年）
  - 6月14日 - 新校舎（現在の校舎）が落成し、移転する[4]。
  - 12月7日 - 新校舎落成記念式典・祝賀会を挙行する[4]。

## 部活動
- 男子ソフトテニス部
- 女子ソフトテニス部

2019年（平成31年）4月現在